# Charlie Cheever
Charlie Cheever (sinh 2 tháng 8 năm 1981), cùng với Adam D'Angelo, là đồng sáng lập của Quora, một khu chợ tri thức trực tuyến. Anh là một kỹ sư và quản lý cũ của Facebook, nơi anh có nhiệm vụ trông nom sự hình thành của Kết nối Facebook và Nền tảng của Facebook. Anh rời công ty để thành lập Quora vào năm 2009.
Charlie tốt nghiệp trường đại học Harvard với bằng A.B. trong ngành khoa học máy tính.